# Teluk Anggung
Teluk Anggung is een bestuurslaag in het regentschap Bengkulu Utara van de provincie Bengkulu, Indonesië. Teluk Anggung telt 471 inwoners (volkstelling 2010).